# Захария
Захария (на албански: Zaharia) е благороднически род от средновековното Албанско кралство.
Родът Захария се споменава за първи път през XIV век.  Неговият представител Никола Захария е отбелязан като управител на Будва през 1363 г. и като военачалник на Балшичите през 1385 г. След повече от двадесет години вярна служба Никола Захария се разбунтува през 1386 г. и се обявява за владетел на Будва. Три години по-късно, през 1389 г., Георги II Страцимирович Балшич си връща контрола над града.
Името на Никола Захария се появява под формата на Никола Сакат (Nikola Sakat) в много венециански и дубровнишки документи (като управител на Будва през 1383 г., влиятелна личност в Зета през 1386 г. и господар на крепостта Дан по време на известен период на сътрудничество с Балшичите). Това е основание някои изследователи да смятат, че Никола Захария и Никола Сакат са едно и също лице, което е свързано с Коджа Захария.
Други известни представители на рода са Коджа Захария и синът му Лека Захария.
Според албанския историк Екрем Вльора някои членове на рода Захария първоначално са били източноправославни християни, а през 1414 г. преминават в римокатолицизма.